# Ascanio Cortés
Ascanio Cortés Torres (Tocopilla, 5 de julio de 1914-Santiago, 7 de febrero de 1998) fue un futbolista chileno que se desempeñó principalmente en el puesto de defensa. Se trasladó a Santiago para defender los colores de Audax Italiano, y fue protagonista del título de la Primera División de Chile en 1936. Además, fue uno de los primeros jugadores chilenos en ser transferido a Argentina, en donde vistió la camiseta de River Plate.
Considerado durante varias décadas como el mejor defensa central chileno de la historia, fue seleccionado nacional en 4 ediciones del Campeonato Sudamericano.

## Trayectoria
Después de brillar en las calles de Villa Covadonga en Tocopilla y en varios equipos regionales de Antofagasta, como la selección de María Elena, llegó a Audax Italiano. En 1934, con 20 años de edad, Ascanio Cortés debutó en la Primera División en el puesto de delantero, para luego pasar a formar parte de la línea media. Ese mismo año, en medio de la gira del club itálico a Lima, Perú, fue la primera vez que actuó como zaguero derecho, reemplazando al lesionado Max Fischer. Fue protagonista del primer título profesional del club, el Campeonato Nacional de 1936, y para 1937 Humberto Roa comenzó a ser su pareja en la línea de defensa, con quien formó la más recordada línea defensiva chilena de su época.
Luego de su actuación en el Sudamericano de 1939 fue transferido a River Plate, donde debutó el 20 de agosto de ese año, en el triunfo de su equipo por 6-0 frente a Rosario Central. En River jugó por dos temporadas, convirtiéndose en uno de los primeros jugadores chilenos en cruzar la cordillera para desempeñarse como futbolista profesional en Argentina. Al cumplir el año, River decidió enviarlo a préstamo a Ferro Carril Oeste, pero Cortés no aceptó, por lo que volvió a Audax Italiano.
Terminó su carrera en Santiago National, en 1946. Ya dejado el fútbol, se dedicó a trabajar en una concesionaria de General INSA (Industria Nacional de Neumáticos) en Santiago.
La «chilena» habría sido popularizada por Cortés, quien la ejecutó en canchas argentinas al jugar en River Plate.

## Selección nacional
Fue internacional con la Selección de fútbol de Chile entre los años 1935 y 1941, participando en los Campeonatos Sudamericanos de esos años. En el Sudamericano en Buenos Aires fue parte del primer triunfo de la selección ante Uruguay. Fue capitán de Chile en dos partidos durante el año 1939 y en el Campeonato Sudamericano 1941 jugó su último partido por la selección chilena, entrando desde la banca en el minuto 46.

### Participaciones en Campeonatos Sudamericanos
| Sudamericano                 | Sede      | Resultado     | PJ | G |
| ---------------------------- | --------- | ------------- | -- | - |
| Campeonato Sudamericano 1935 | Perú      | Cuarto puesto | 3  | 0 |
| Campeonato Sudamericano 1937 | Argentina | Quinto puesto | 4  | 0 |
| Campeonato Sudamericano 1939 | Perú      | Cuarto puesto | 4  | 0 |
| Campeonato Sudamericano 1941 | Chile     | Tercer lugar  | 1  | 0 |

## Clubes
| Club              | País      | Año       |
| ----------------- | --------- | --------- |
| Audax Italiano    | Chile     | 1934-1938 |
| River Plate       | Argentina | 1939      |
| Audax Italiano    | Chile     | 1940-1942 |
| Santiago National | Chile     | 1943-1946 |

## Palmarés

### Campeonatos nacionales
| Título                        | Club           | País  | Año  |
| ----------------------------- | -------------- | ----- | ---- |
| Primera División              | Audax Italiano | Chile | 1936 |
| Campeonato Especial de Receso | Audax Italiano | Chile | 1937 |
| Campeonato de Apertura        | Audax Italiano | Chile | 1941 |

## Estadísticas
| Equipo           | Año  | Sudamericano | Sudamericano | Amistosos | Amistosos |
| Equipo           | Año  | PJ           | G            | PJ        | G         |
| Selección adulta | 1935 | 3            | 0            | -         | -         |
| Selección adulta | 1937 | 5            | 0            | 1         | 0         |
| Selección adulta | 1939 | 3            | 0            | 1         | 0         |
| Selección adulta | 1941 | 1            | 0            | -         | -         |

## Homenajes
Luego de su muerte y como homenaje, en su honor el Estadio Municipal de Tocopilla fue rebautizado con su nombre.